# Innovációs és Technológiai Minisztérium
Az Innovációs és Technológiai Minisztérium (rövidítése: ITM) 2018-ban megalakult negyedik Orbán-kormány egyik újonnan létrehozott minisztériuma volt. Élén Palkovics László innovációs és technológiai miniszter állt. Utódja a Technológiai és Ipari Minisztérium volt. 

## Székhelye
1011 Budapest, Fő utca 44-50.

## Története
Elődje a második és harmadik Orbán-kormány alatt, 2010 és 2018 között fennállt Nemzeti Fejlesztési Minisztérium (NFM) volt. A negyedik Orbán-kormány megalakulásával az NFM jogutódja az ITM lett.
A korábban az NFM által felügyelt intézmények közül a Szerencsejáték Felügyelet irányítási joga a nemzeti vagyon kezeléséért felelős tárca nélküli miniszterhez, míg a Nemzeti Sportközpontok irányítási joga az emberi erőforrások miniszteréhez került.
Az ITM-hez érkezett új intézmények, amelyek irányítását, felügyeletét ettől fogva az ITM látja el, a következők:
- a Nemzeti Szakképzési és Felnőttképzési Hivatal,
- a Szakképzési Centrumok,
- a Nemzeti Akkreditáló Hatóság,
- a Szellemi Tulajdon Nemzeti Hivatala.

## Hatásköre
A Kormány tagjainak feladat- és hatásköréről szóló 94/2018. (V. 22.) Korm. rendeletben, valamint a központi állam-igazgatási szervek és más szervek átalakítása, valamint a vezető személyének változása esetén lefolytatandó átadás-átvételi eljárásról szóló 93/2018. (V. 4.) Korm. rendeletben foglaltak alapján,  az ITM  irányítása, felügyelete alá tartozó intézményi kört is érintette a 2018. évi struktúraváltás.

### Az ITM irányítási illetve felügyelete alá tartozó háttérintézmények
- Magyar Bányászati és Földtani Szolgálat (irányítás)
- Országos Atomenergia Hivatal (felügyelet)
- Nemzeti Kutatási, Fejlesztési és Innovációs Hivatal  (felügyelet)
- Szellemi Tulajdon Nemzeti Hivatala (felügyelet)
- Nemzeti Szakképzési és Felnőttképzési Hivatal (irányítás)
- Szakképzési Centrumok (irányítás; a Nemzeti Szakképzési és Felnőttképzési Hivatalra átruházott hatáskörök

kivételével)
- Nemzeti Akkreditáló Hatóság (irányítás)
- Kormányzati Informatikai Fejlesztési Ügynökség (irányítás)

## A minisztérium feladatköre
- Rendeletalkotás

## Államtitkárságai
- Közigazgatási Államtitkárság
- Parlamenti Államtitkárság
- Energiaügyekért és Klímapolitikáért Felelős Államtitkárság
- Európai Uniós Fejlesztésekért Felelős Államtitkárság
- Fenntarthatóságért Felelős Államtitkárság
- Gazdaságstratégiáért és Szabályozásért Felelős Államtitkárság
- Infokommunikációért és Fogyasztóvédelemért Felelős Államtitkárság
- Közlekedéspolitikáért Felelős Államtitkárság
- Tudás- és Innováció-menedzsmentért Felelős Államtitkárság[2]